# نينا بيرنستاين
نينا بيرنستاين (بالإنجليزية: Nina Bernstein)‏ هي صحفية أمريكية، ولدت في 1949.